# 피카냐

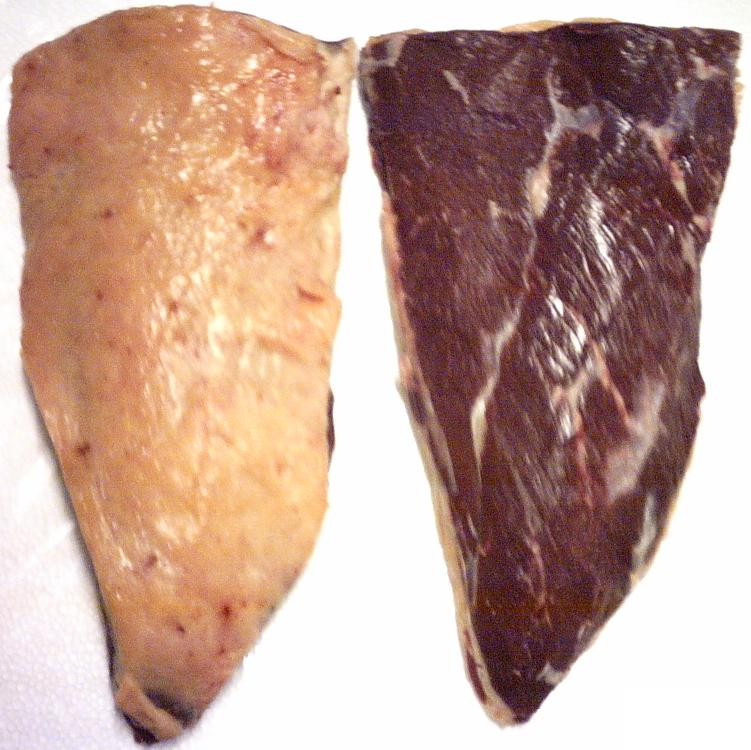
피카냐

피카냐(브라질 포르투갈어: picanha)는 브라질의 쇠고기 부위이다. 슈하스쿠 또는 스테이크 등으로 먹는다.

## 사진 갤러리

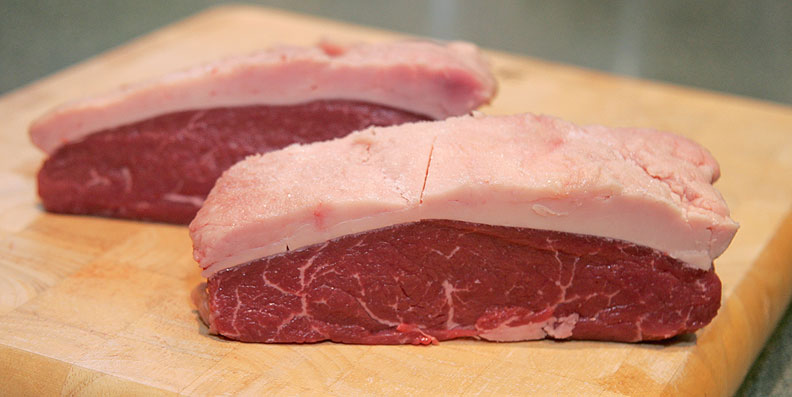
피카냐
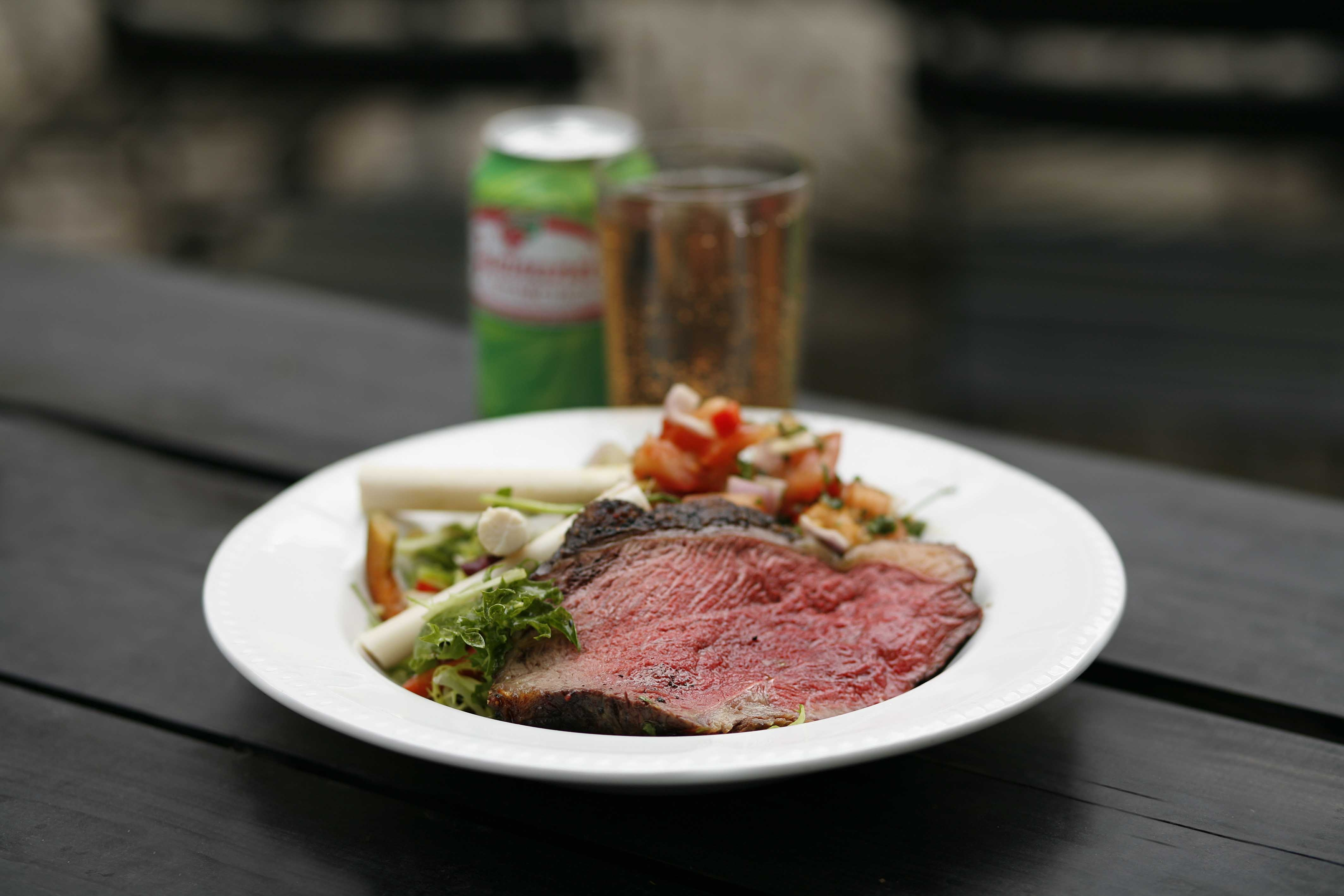
피카냐 스테이크
브라질의 쇠고기 부위 (8. 피카냐)

## 같이 보기
- 우둔